# Glypta yukonensis
Glypta yukonensis là một loài tò vò trong họ Ichneumonidae.